# Olaf Bull
Pour les articles homonymes, voir Bull.
Olaf Bull, né à Oslo (à l'époque: Christiania) le 10 novembre 1883 et mort dans la même ville le 29 juin 1933, est un poète norvégien, l'un des plus importants de son pays.

## Biographie

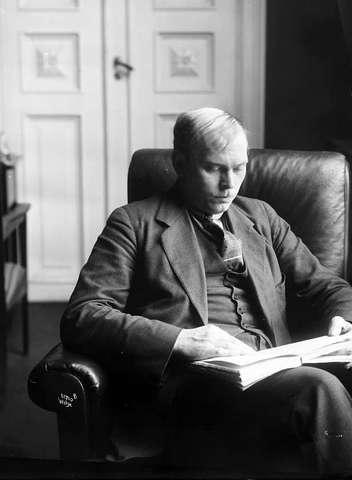
Olaf Bull en 1919.

Il est enterré au cimetière de Notre-Sauveur (Oslo)

## Œuvres principales
- Poèmes (Digte, 1909)
- Les Étoiles (Stjernerne, 1924)
- Oinos et Eros (Oinos og Eros, 1930)
- Ignis ardens (1932)